# Brüderstraße (Kassel)

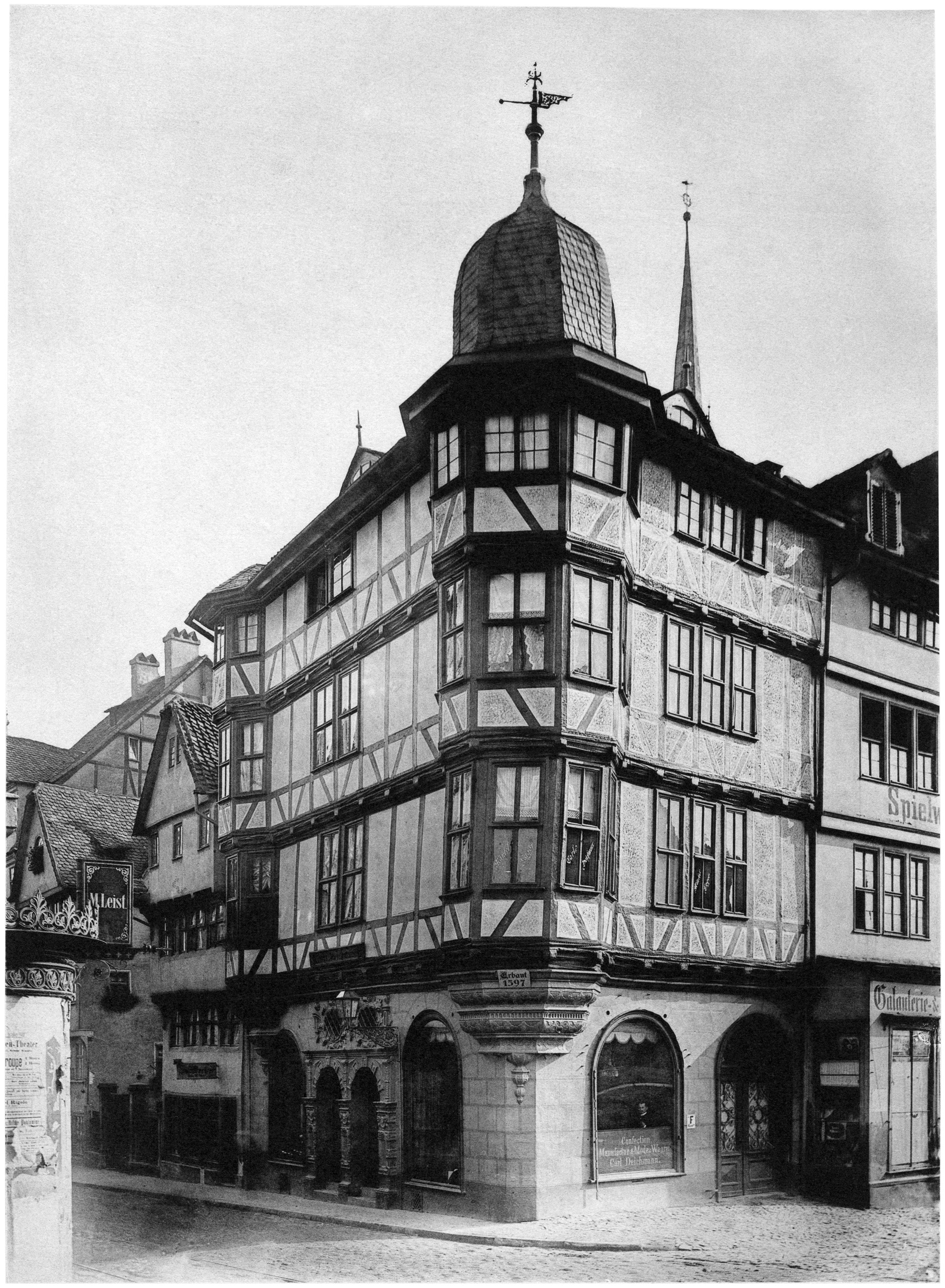
Das ehemalige Deichmannhaus in der Brüderstraße

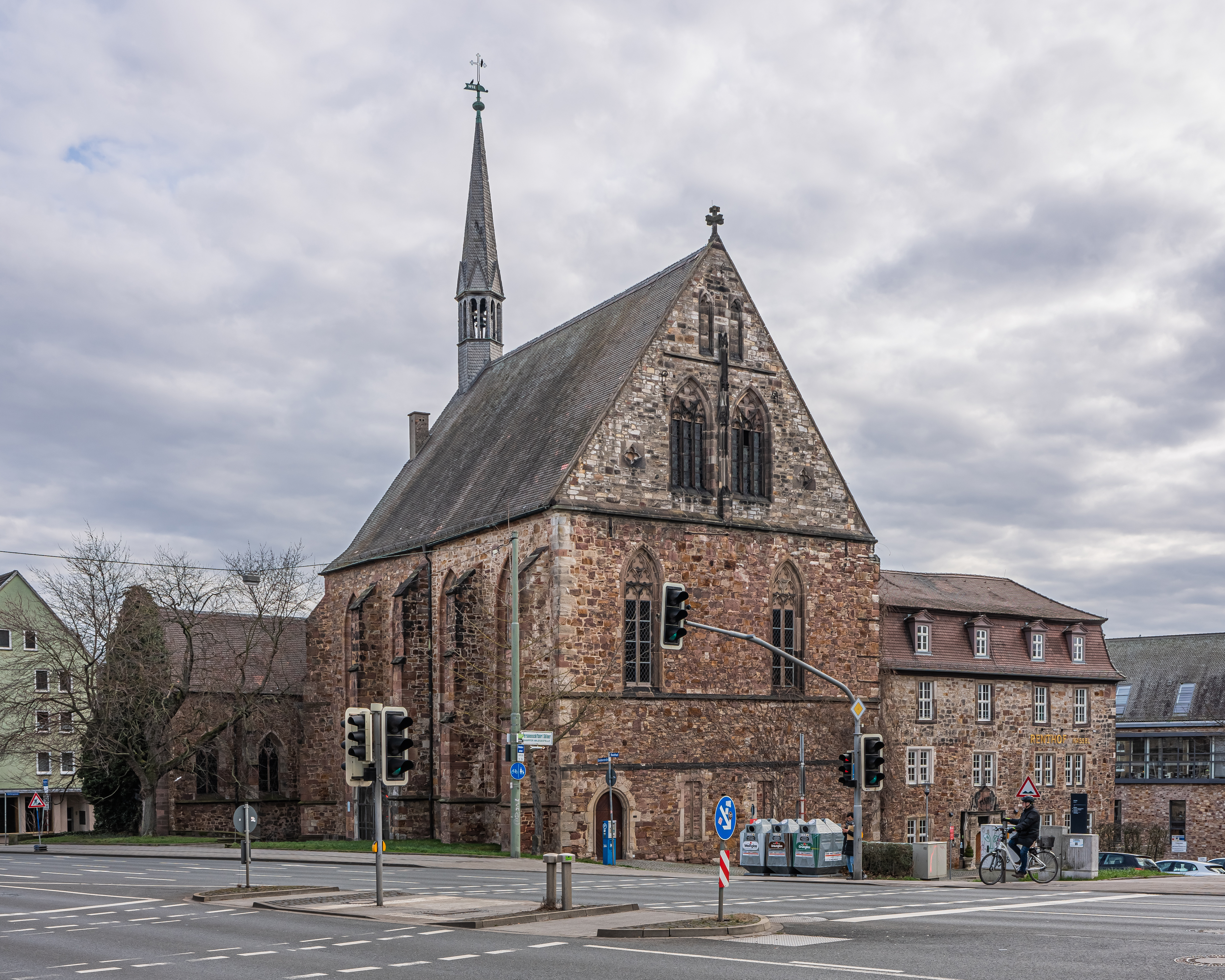
Blick über die Brüderstraße auf die Brüderkirche

Die Brüderstraße ist eine Straße in der Kasseler Altstadt. Sie mündet auf den Altmarkt.

## Geschichte
Bis 1867 hieß auch die spätere Kettengasse in Kassel noch Brüderstraße. Wegen der dichten Besiedelung der Kasseler Altstadt und der daraus resultierenden Verkehrsprobleme wurde eine Sanierung der Straßen und Gassen bereits gegen Ende des 19. Jahrhunderts diskutiert. Der Fluchtlinienplan von 1895/96 sah bereits eine Verbreiterung der Brüderstraße vor, doch einige Planungen konnten wegen des Ausbruchs des Ersten Weltkriegs nicht durchgeführt werden. 1929 wurde die Benutzung der Brüderstraße mit Fahrrädern und Handwagen verboten. In der Kasseler Volkszeitung vom 22. März 1929 war dazu zu lesen: „Die Brüderstraße ist eine der kürzesten Straßen der Stadt; gleichwohl ist sie [...] ihr Sorgenkind [...] Oft war die Straße in lebensgefährlicher Weise verstopft; die Verkehrsunfälle häuften sich wie an keiner anderen Stelle der Stadt.“ Abhilfe sollte unter anderem der Freiheiter Durchbruch schaffen: Dazu wurde unter anderem das wahrscheinlich aus dem 16. Jahrhundert stammende Fachwerkhaus Brüderstraße 25/27 abgerissen, so dass Nr. 23 zum Eckhaus wurde und das Grünersche Haus, Nr. 29, das 1880 nach einem Brand des Vorgängergebäudes neu errichtet worden war, nun frei stand. In den 1930er Jahren wurde auch dieses Gebäude, das man jetzt für stilistisch unpassend hielt, abgerissen und durch einen Steinbau mit der Adresse Marktgasse 34/36 ersetzt, der dem Fachwerkstil der Umgebung nachempfunden wurde. Der Architekt dieses Neubaus war Otto Vogt. 1936 war die neugestaltete Westseite des Altmarkts vollendet. Die Verkehrsverbindung wurde am 9. Mai 1936 offiziell eingeweiht. Das Schuhhaus Grüner, das in dem abgerissenen und ersetzten Eckhaus Brüderstraße 29/Marktgasse 34/36 ansässig war, schaltete aus diesem Anlass einen Anzeigentext, in dem es hieß: „Dank dem Führer - Luft - Licht - Arbeitsbeschaffung [...]“
Am 22. Oktober 1943 fielen große Teile der Kasseler Altstadt einem Luftangriff zum Opfer. Am Kriegsende war von den Häusern der Brüderstraße keines mehr intakt. Von den Häusern mit den Nummern 19 bis 23 waren 1944/45 noch Teile der Erdgeschossmauern vorhanden. Das steinerne Gebäude, das die Nr. 29 ersetzt hatte, blieb, abgesehen vom Verlust des Daches, relativ unversehrt und wurde bald nach Kriegsende saniert. Im Zuge des Baus der Kurt-Schumacher-Straße wurde es jedoch später abgerissen.
Im Zuge des Wiederaufbaus wurde 1947 ein Wettbewerb veranstaltet. Grundprinzip des preisgekrönten Plans von Hans Högg, Walter Baumgarten und Günther Marschall war es, die Verkehrsströme zu vereinigen und mitten durch die Altstadt zu führen. Der Altmarkt wurde zum Verkehrskreuz umfunktioniert. Im Zuge der Umsetzung dieses Planes sollte die Brüderstraße ebenso wie der Steinweg verbreitert und vierspurig ausgebaut werden. Der Generalbebauungsplan wurde 1950 verabschiedet und in den Folgejahren umgesetzt. Die Kurt-Schumacher-Straße, die Teilen der alten Brüderstraße ein völlig neues Gesicht geben sollte und die einstige Altstadt in zwei Teile zerschnitt, wurde in der Mitte der 1950er Jahre angelegt und bebaut. Erhalten blieb die wieder aufgebaute Alte Brüderkirche.